# Proteínas de transporte sodio-glucosa
Las proteínas de transporte sodio-glucosa, también llamadas cotransportadores sodio-glucosa o SGLT por su nombre en inglés (sodium-glucose linked transporter), son una familia de transportadores de glucosa que se encuentran en la mucosa del intestino delgado (SGLT1) y en las células del túbulo proximal de las nefronas en el riñón (SGLT1 y SGLT2).

## Función
Su función es reabsorber glucosa desde el lumen de los túbulos renales hacia el interior de las células peritubulares, o desde el lumen del intestino delgado a las células de la mucosa intestinal. El proceso de transporte requiere de una fuente de energía para su realización proveniente del gradiente eletroquímico creado por el transporte  primario.

## Tipos
Hay varios tipos, los más importantes son SGLT1 y SGLT2:
- SGLT1 es el transportador clave para la absorción de glucosa en el tracto gastrointestinal, sin embargo en el riñón su importancia es menor, representa alrededor del 10 % de la reabsorción de la glucosa que se efectua en este órgano.

- SGLT2 es un transportador que se encuentra principalmente en el riñón y hace posible la reabsorción de la glucosa que se encuentra en el filtrado glomerular que origina la orina. En la diabetes, su inhibición a través de fármacos como canagliflozina o dapagliflozina, contribuye al control de la glucosa al disminuir su umbral de reabsorción renal (ver glucosuria).[1][2]